# Федорівськ (Червенський район)
Федорівськ (біл. вёска Фёдараўск) — село в складі Червенського району Мінської області, Білорусь. Село підпорядковане Колодезькій сільській раді, розташоване в центральній частині області.